# Новозванівка
Новозва́нівка — село в Україні, у Попаснянській міській громаді Сіверськодонецького району Луганської області. Населення становить 168 осіб.

## Історія

### Давня історія
Неподалік Новозванівки локалізовані Мідні рудники Бахмутської улоговини — група давніх копалень бронзової доби, гірничо-металургійний центр XV–XI ст. до н. е.

### Війна на сході України
З 2014 року в районі селища точаться затяжні позиційні бої.

## Населення
Згідно з переписом УРСР 1989 року чисельність наявного населення села становила 205 осіб, з яких 88 чоловіків та 117 жінок.
За переписом населення України 2001 року в селі мешкало 168 осіб.

### Мова
Розподіл населення за рідною мовою за даними перепису 2001 року:
| Мова       | Відсоток |
| ---------- | -------- |
| українська | 77,38 %  |
| російська  | 22,02 %  |
| циганська  | 0,60 %   |